# Comuna de Rogów
Rogów (polaco: Gmina Rogów) é uma gminy (comuna) na Polónia, na voivodia de Lodz e no condado de Brzeziński. A sede do condado é a cidade de Rogów.
De acordo com os censos de 2004, a comuna tem 4669 habitantes, com uma densidade 70,5 hab/km².

## Área
Estende-se por uma área de 66,23 km², incluindo:
- área agricola: 70%
- área florestal: 21%

## Demografia
Dados de 30 de Junho 2004:
|                      | Total   | Total | Mulheres | Mulheres | Homens  | Homens |
| -------------------- | ------- | ----- | -------- | -------- | ------- | ------ |
|                      | pessoas | %     | pessoas  | %        | pessoas | %      |
| População            | 4669    | 100   | 2322     | 49,7     | 2347    | 50,3   |
| Densidade (pop./km²) | 70,5    | 100   | 35,1     | 35,1     | 35,4    | 35,4   |

De acordo com dados de 2002, o rendimento médio per capita ascendia a 1279,06 zł.

## Comunas vizinhas
- Brzeziny, Dmosin, Jeżów, Koluszki, Lipce Reymontowskie, Słupia